# ريفالدينيو
ريفالدينيو (بالبرتغالية: Rivaldo Júnior‏) (29 أبريل 1995 بساو باولو في البرازيل - ) هو لاعب كرة قدم برازيلي في مركز الهجوم. لعب مع دينامو بوخارست وليفسكي صوفيا ونادي إنترناسيونال ونادي بوافيشتا ونادي موجي ميريم ونادي 15 نوفمبر ‏.

## روابط خارجية
- ريفالدينيو على موقع قاعدة بيانات كرة القدم.إي يو (الإنجليزية)
- ريفالدينيو على موقع ليكيب (الفرنسية)
- ريفالدينيو على موقع Soccerbase.com (لاعب) (الإنجليزية)
- ريفالدينيو على موقع Soccerway.com (الإنجليزية)
- ريفالدينيو على موقع عالم كرة القدم.نت (الإنجليزية)